# Acte authentique en France
En droit français, l'acte authentique est « celui qui a été reçu par des officiers publics ayant le droit d'instrumenter dans le lieu où l'acte a été rédigé, et avec les solennités requises ».

## Acte authentique électronique
La loi no 2000‑230 du 13 mars 2000 portant adaptation du droit de la preuve aux technologies de l'information et relative à la signature électronique a modifié l'art. 1369 du Code civil, ajoutant que l'acte authentique « peut être dressé sur support électronique s'il est établi et conservé dans des conditions fixées par décret en Conseil d'État ».
Le Forum des droits sur l'internet a recommandé, dans son avis du 18 novembre 2003, l'adoption de décrets par profession. Un décret relatif à la signature électronique a d'abord été publié en mars 2001, suivi de deux décrets, en août 2005, sur les actes authentiques électroniques des huissiers de justice et des notaires .
À la suite, c'est le 12 septembre 2007 que la certification d'une signature électronique sécurisée a été obtenue par le notariat français, première profession d'Europe à en être doté. cf:la signature électronique notariale certifiée et le communiqué de presse du Conseil National du Notariat intitulé "signature du premier acte authentique sur support électronique".

## Exemples

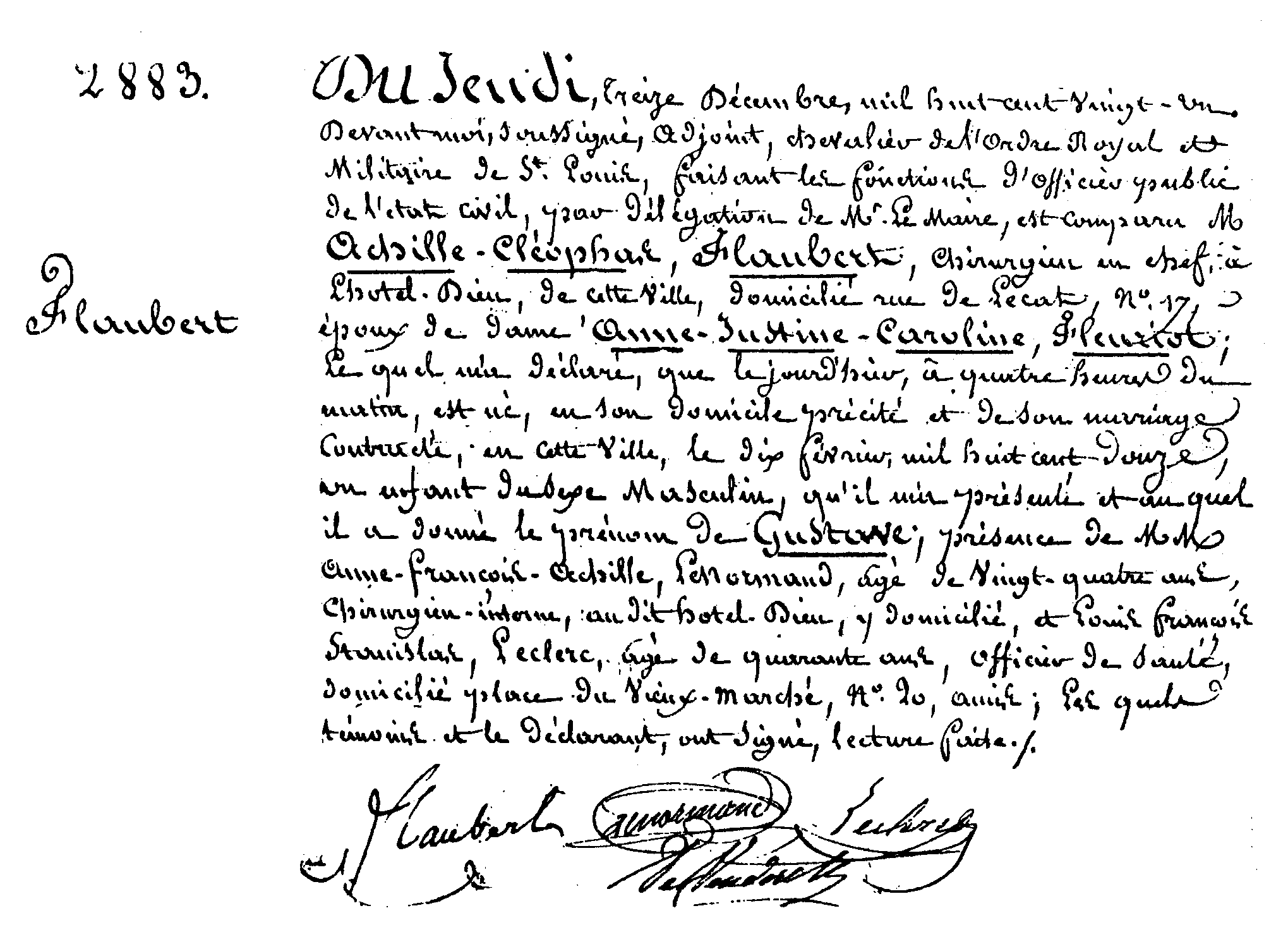
L'acte de naissance de Gustave Flaubert en 1821. L'acte de naissance original est un acte authentique.

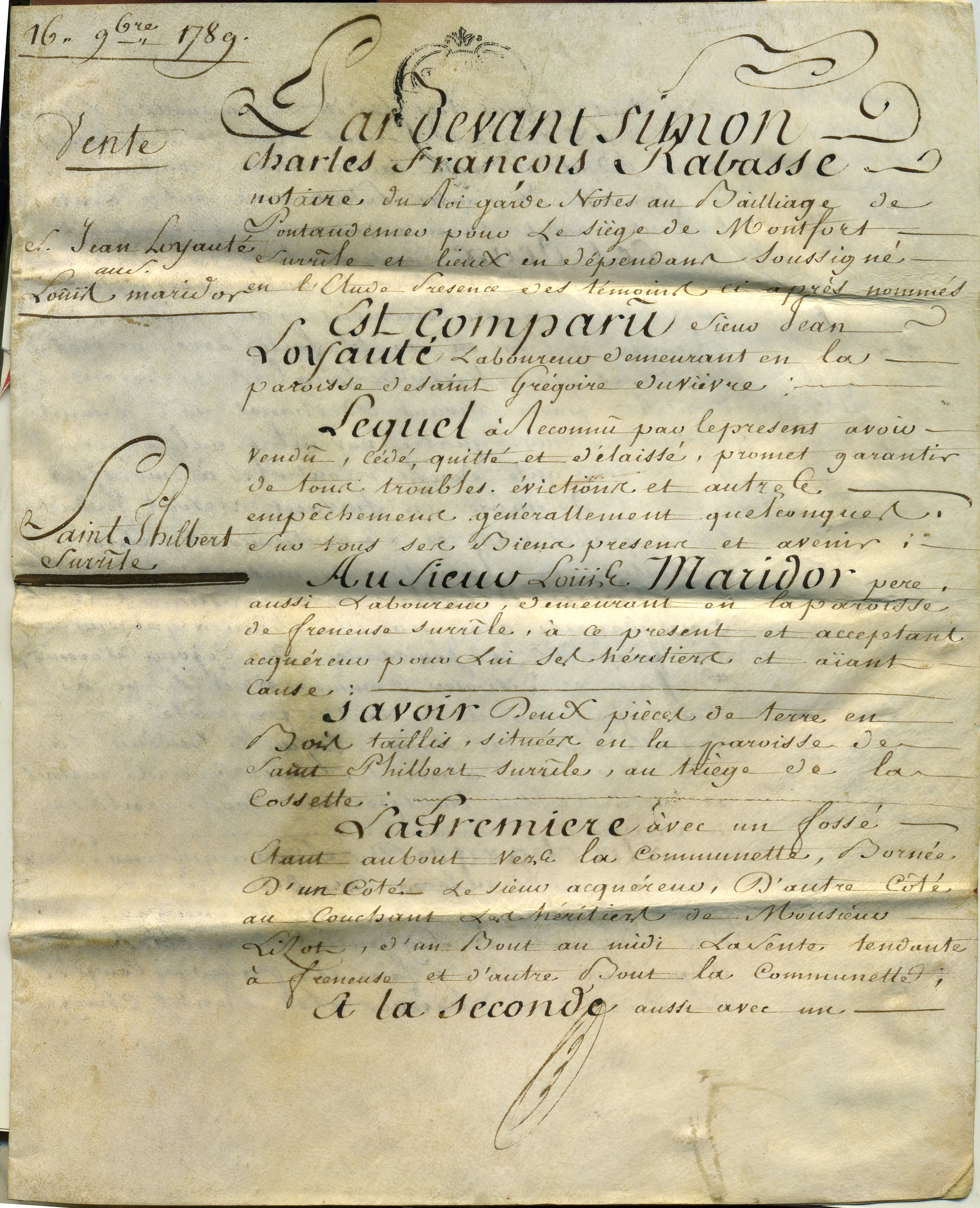
Acte notarial de vente de novembre 1789 à Saint-Philibert-sur-Risle, près de Pont-Audemer, généralité de Rouen.

La jurisprudence et la pratique juridique reconnaissent que les officiers ministériels, dans l'exercice strict de leurs fonctions peuvent établir des actes ayant le caractère authentique. C'est ainsi le cas :
- De la minute d'un notaire (ex : acte de vente, contrat de mariage, testament notarié…).

- D'un acte d'état civil rédigé par un officier d'état civil (ex : acte de naissance, acte de décès).

- D'un acte d'huissier, lorsqu'il agit en vertu d'une délégation de la loi[7] (ex : acte de signification d'une assignation, d'une saisie…).
  - Toutefois, un procès-verbal de constat d'huissier dans lequel est recueilli une promesse de vente ne constitue pas un acte authentique[8].
  - Un constat dressé à la demande d'un particulier n'a que la valeur d'une constatation faite par un mandataire salarié et le juge peut en apprécier la force probante[9].
  - Un rapport d'expertise judiciaire n'est pas un acte authentique[10].

Certaines autorités administratives (ministre, préfet, maire etc) peuvent dresser des actes authentiques.
Le procès-verbal d'un commissaire-priseur ne constitue pas un acte authentique. 

## L'opposition à un acte authentique par une inscription en faux
Il est très difficile de s'opposer à un acte authentique (voir pour la contestation d'un acte authentique Civ. 1re 11 juin 2003, Bull. Civ. infra n° 222). En ce sens, l'acte authentique constituerait une « preuve parfaite ». Néanmoins, il est possible de dénoncer un acte authentique en l'accusant d'être un faux, ce qui est un délit puni par le code pénal. L'exécution de l'acte accusé d'être un faux sera suspendue de droit lorsque la plainte sera faite à titre principal (unique objet de l'accusation). Lorsque la plainte se fait à titre incident, dans le cadre d'un contentieux déjà existant, les tribunaux peuvent décider la suspension provisoire de l'acte.
Plus particulièrement, c'est l'article 441-4 qui s'adresse spécifiquement aux écrits en forme authentique. Les peines sont aggravées dans cette hypothèse, car elles sont portées à 10 ans d'emprisonnement (au lieu de 3 pour un faux qui ne serait pas en forme authentique) et à 150 000 € d'amende (au lieu de 45 000). Les peines s'élèvent ensuite encore, dans l'hypothèse où « le faux ou l'usage de faux [serait] commis par une personne dépositaire de l'autorité publique ou chargée d'une mission de service public agissant dans l'exercice de ses fonctions ou de sa mission ». Dans cette hypothèse, le faux est un crime, puni de 15 ans de réclusion criminelle et de 225 000 € d'amende.